# Ḏāl
Ḏāl (ذ) – dziewiąta litera alfabetu arabskiego. Używana jest do oznaczenia dźwięku [ð], tj. spółgłoski szczelinowej międzyzębowej dźwięcznej. Pochodzi od arabskiej litery د.
W języku polskim litera Dāl jest transkrybowana za pomocą litery Z.
W arabskim systemie liczbowym literze Ḏāl odpowiada liczba 700.

## Postacie litery
| Postać: | izolowana | końcowa | środkowa | początkowa |
| ------- | --------- | ------- | -------- | ---------- |
| Wygląd: | ذ‬         | ـذ‬      | ـذ‬       | ذ‬          |

## Kodowanie
| Znak                   | ذ                  | ذ                  |
| ---------------------- | ------------------ | ------------------ |
| Nazwa w Unikodzie      | Arabic Letter Thal | Arabic Letter Thal |
| Kodowanie              | dziesiątkowo       | szesnastkowo       |
| Unicode                | 1584               | U+0630             |
| UTF-8                  | 216 176            | d8 b0              |
| Odwołania znakowe SGML | &#1584;            | &#x0630;           |